# ثمن الحب (فلم)
ثمن الحب هو فيلم مصري عرض عام 1963، بطولة مريم فخر الدين وشكري سرحان، ومن إخراج محمود ذو الفقار.

## قصة الفيلم
يبدد علوي بك ثروته ويستولي على عزبة وممتلكات أخيه الراحل. لم يكن يعلم أن أخاه قد تزوج من سعاد بعد وفاة زوجته. ترفع عليه سعاد قضية لاسترداد التركة فزوجها تنازل عنها لها قبل وفاته. يرى علوي أن خير طريقة للحفاظ على الثروة أن يتزوج ابنه صلاح من سعاد. يبدي لها محاميها مخاوفه من صلاح الذي لم تره. تنتحل سعاد شخصية عنايات خطيبة المحامي. يعجب بها صلاح ويعترف لها أنه يرفض الزواج من سعاد حسب خطة والده. يكتشف صلاح حقيقة عنايات. وبهذا تتأكد سعاد من صدق مشاعر صلاح. تتنازل عن ثروتها وتتزوج من صلاح.

## طاقم التمثيل
- مريم فخر الدين: (سعاد)
- شكري سرحان: (صلاح علوي)
- ليلى طاهر: (عنايات)
- فؤاد المهندس: (حسين مرسي)
- زينب صدقي: (الست الكبيرة)
- عبد الخالق صالح: (علوي بك علوي)
- أحمد الحداد: (مبروك)
- ناهد سمير: (سنية)
- سهير زكي: (راقصة)
- ليلى يسري
- أحمد أبو عبية
- علي عرابي
- حسن أنيس: (إبراهيم - المحامي)

## فريق العمل
- إخراج: محمود ذو الفقار
- قصة: محمود ذو الفقار
- سيناريو وحوار: محمد أبو يوسف
- مدير التصوير: وديد سري
- مونتاج: فكري رستم
- إنتاج: أفلام الشمس
- توزيع: أفلام مصر الجديدة